# Kan
Cette page contient des caractères spéciaux ou non latins. S’ils s’affichent mal (▯, ?, etc.), consultez la page d’aide Unicode.
Pour les articles homonymes, voir Kan (homonymie).
Kan (en géorgien კან [kʼan]) est la 10e lettre de l'alphabet géorgien.

## Linguistique
Kan est utilisé pour représenter le son [kʼ].
Dans la norme ISO 9984, la lettre est translittérée par ‹ k ›. Le système national de romanisation du géorgien, quant à lui, utilise ‹ k’ ›.

## Représentation informatique
- Unicode[1],[2] :
  - Asomtavruli Ⴉ : U+10A9
  - Nuskhuri ⴉ : U+2D09
  - Mkhedruli კ : U+10D9